# Homorthodes perturba
Homorthodes perturba là một loài bướm đêm trong họ Noctuidae.